# 長谷川直人
長谷川 直人（はせがわ なおと、1996年11月15日 - ）は、日本の陸上競技選手。専門種目は走高跳。サトウ食品新潟アルビレックスランニングクラブ所属。
2023年世界陸上競技選手権大会男子走高跳日本代表。

## 経歴
新潟県新潟市に生まれる。新潟市立葛塚中学校1年生のときに陸上競技を始める。当初は走幅跳をしていたが、中学3年生の時に走高跳に転向。当初の記録は1メートル45センチメートルだった。
新発田中央高等学校に進み、3年生時に全国高等学校総合体育大会陸上競技大会（インターハイ）に出場した。予選では2メートル03センチメートルを飛び予選を通過したが、決勝では2メートル04センチメートルを跳んだが10位に終わった。
新潟医療福祉大学健康科学部健康スポーツ学科に進学する。2年時（2016年）の第100回日本陸上競技選手権大会（日本陸上競技選手権には初出場）では当時自己ベストとなる2メートル20センチメートルを跳び、6位に入賞した。3年時の学生個人選手権大会では、2メートル21センチメートルで優勝。初の全国タイトルを得る。4年時（2018年）には日本学生陸上競技対校選手権大会（日本インカレ）で2メートル18センチメートルで優勝を果たした。
新潟医療福祉大学卒業後、地元の新潟アルビレックスランニングクラブに入る。2019年には新潟県陸上競技選手権大会で2メートル25センチメートルを跳び、県記録を28年ぶりに塗り替えた。2021年には同じく新潟県陸上競技選手権大会にて、自身の県記録を塗り替える2メートル26センチメートルを跳んだ。
2023年に行われた第107回日本陸上競技選手権大会で2メートル25センチメートルを跳び、2位に入賞した。この結果により、第24回アジア陸上競技選手権大会の日本代表に選出される。大会本番では、2メートル23センチメートルで4位に入賞する。2023年世界陸上競技選手権大会（ブダペスト）では2メートル25センチメートルを成功させるが、全体18位で予選落ちとなった。